# Meandrinidae
Meandrinidae é uma família de cnidários antozoários da subordem Faviina, ordem Scleractinia.

## Géneros
Seguem os gêneros da família:
- Aulosmilia (Alloiteau, 1952 †)
- Dasmiopsis (Oppenheim, 1930 †)
- Dendrogyra (Ehrenberg, 1834)
- Dichocoenia (Milne Edwards & Haime, 1848)
- Diploctenium (Goldfuss, 1826 †)
- Eugyriopsis (Beauvais, 1976 †)
- Eusmilia (Milne Edwards & Haime, 1848)
- Flabellosmilia (Oppenheim, 1930 †)
- Glenarea (Počta, 1887 †)
- Grumiphyllia (Wells, 1937 †)
- Meandrina (Lamarck, 1801)
- Nefophyllia (Wells, 1937 †)
- Pachygyra (Milne Edwards & Haime, 1849 †)
- Phragmosmilia (Alloiteau, 1952 †)
- Phyllosmilia (de Fromentel, 1862 †)
- Progyrosmilia (Wells, 1937 †)
- Rennensismilia (Alloiteau, 1952 †)
- Scalariogyra (Gerth, 1923 †)
- Strotogyra (Wells, 1937 †)
- Taxogyra (Wells, 1937 †)